# Astrometis sertulifera
Astrometis sertulifera är en sjöstjärneart som först beskrevs av John Xantus de Vesey 1860.  Astrometis sertulifera ingår i släktet Astrometis och familjen trollsjöstjärnor.
Artens utbredningsområde är Peru. Inga underarter finns listade i Catalogue of Life.